# NGC 4120
NGC 4120 é uma galáxia espiral (Scd) localizada na direcção da constelação de Draco. Possui uma declinação de +69° 32' 40" e uma ascensão recta de 12 horas, 08 minutos e 31,4 segundos.
A galáxia NGC 4120 foi descoberta em 6 de Abril de 1793 por William Herschel.